# Анга
 Тази статия е за селото в Русия.  За древната държава вижте Анга (държава).  За швейцарския футболист вижте Мартин Анга.
Анга̀ (на руски: Анга) е село в южната част на Азиатска Русия, част от Качугски район на Иркутска област. Населението му е около 869 души (2012).
Разположено е на 551 метра надморска височина в Лено-Ангарското плато, на 21 километра източно от Качуг и на 100 километра северозападно от бреговете на Байкал. В селото е изграден културен център, посветен на родения там духовник Инокентий (1797 – 1879), активен участник в колонизацията на Сибир, а по-късно митрополит на Москва.

## Известни личности
Родени в Анга
- Инокентий Московски (1797 – 1879), духовник
- Афанасий Шчапов (1831 – 1876), историк